# Liore et Olivier LeO 451
Liore et Olivier LeO 451 — средний бомбардировщик французской фирмы Lioré et Olivier.

## История
Самолёт совершил свой первый полёт в 1937 году. Через год началось его серийное производство. Основным эксплуатантом были ВВС Франции. Окончательно самолёт снят с эксплуатации в 1957 году.

## Модификации

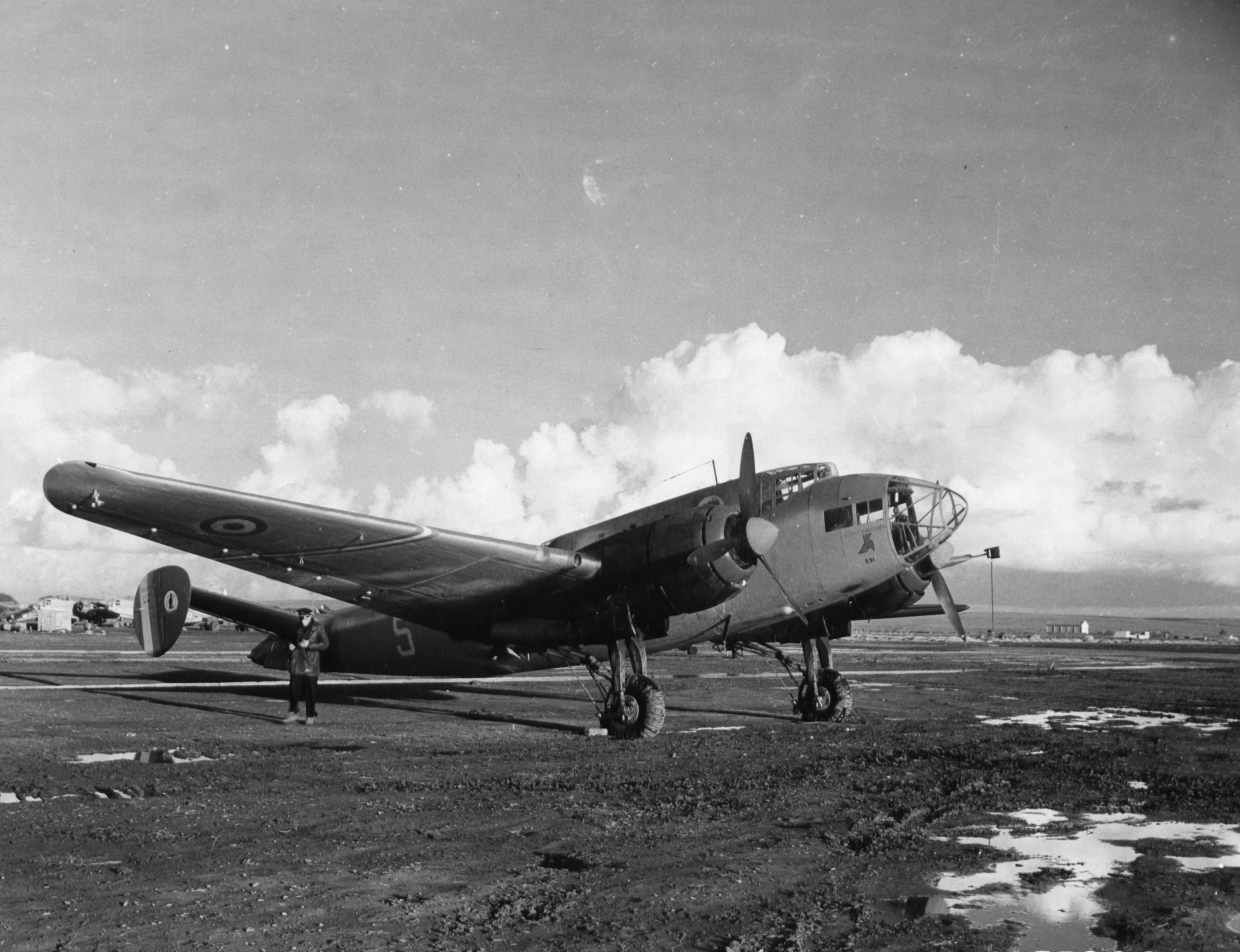
LeO 451 в Северной Африке, январь 1943 года

LeO 45.01
Первый прототип, двигатели Hispano-Suiza 14AA-6 / 14AA-7.
LeO 451.01
Название того же прототипа с двигателями Gnome-Rhone 14R.
LeO 451
Серийный вариант, различные двигатели семейства Gnome-Rhône 14: 14N-48 / 14N-49 или 14N-38 / 14N-39, или 14N-46 / 14N-47.
LeO 451GS
LeO 451C
Почтовый вариант LeO 451T для Air France, 12 машин.
LeO 451E2
Послевоенная летающая лаборатория, переделано 11.
LeO 451M
LeO 451T
Захваченные немецкими войсками самолёты, переделанные в транспортные, могли перевозить до 17 солдат. Переделано около 50.
LeO 452
LeO 453
Послевоенные переделки в скоростные транспортные и аварийно-спасательные самолёты, двигатели P&W R-1830-67 (1,200 л.с / 895 кВт); места для 6 пассажиров, дальность 3500 км на крейсерской скорости 400 км/ч, переделано 40.
LeO 454
двигатель Bristol Hercules II, 1 недостроенный прототип.
LeO 455
Высотная модификация, двигатели Gnome-Rhône 14R с турбонагнетателями (1375 л.с. / 1025 кВт), заказано 400, построен 1 прототип, совершивший первый полёт 12.03.1939, позже уничтожен на земле.
LeO 455Ph
Послевоенный самолёт для аэрофотосъёмки, двигатели SNECMA 14R (1600 л.с. 1195 кВт). Модифицированы 5 LeO 451, использовавшиеся were modified and were used by the Национальным географическим институтом.
LeO 456 (LeO 451M)
Морской вариант для ВМС Франции, заказано 68. Также мог именоваться LeO 451M.
LeO 457
LeO 458
двигатели Wright GR-2600-A5B, заказано 10.
LeO 459

## Тактико-технические характеристики (LeO 451)

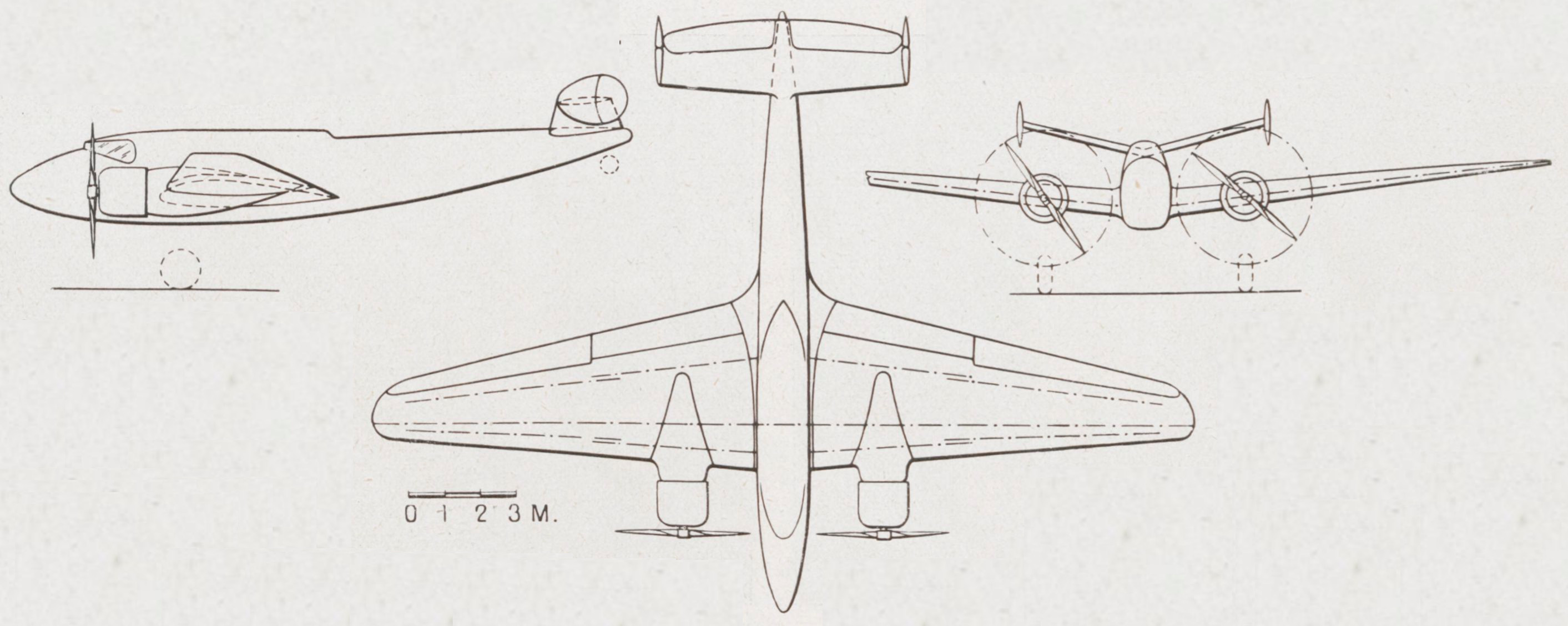
Схема LeO 45 из журнала L'Aéronautique за декабрь 1938 года

Источник данных: The Lioré et Olivier LeO 45 Series (Aircraft in Profile 173)

Технические характеристики
- Экипаж: 4
- Длина: 17,17 м
- Размах крыла: 22,52 м
- Высота: 5.24 м
- Площадь крыла: 68,0 м²
- Масса пустого: 7 813 кг
- Нормальная взлётная масса: 11 398 кг
- Масса топлива во внутренних баках: ? (3 235 л)
- Силовая установка: 1 × 9-цилиндровый воздушного охлаждения Gnome-Rhône 14N 48/49 (38/39)
- Мощность двигателей: 1 × 920 л. с.
- Воздушный винт: трёхлопастный, фиксированного шага

Лётные характеристики
- Максимальная скорость:  
  - у земли: 365 км/ч
  - на высоте: 380 км/ч
- Крейсерская скорость: 420 км/ч
- Практическая дальность: 2 900 км
- Практический потолок: 9 000 м
- Скороподъёмность: 5000 м за 8 минут 13 секунд
- Нагрузка на крыло: 82,5 кг/м²
- Тяговооружённость: 245 Вт/кг

Вооружение
- Стрелково-пушечное: 
1 × 20-мм пушка HS.404 с 120 снарядами на убираемой, верхней установке АБ-26 с механическим приводом; 
1 × фиксированный 7,5-мм пулемёт MAC 1934 М39 в носовой части с 300 патронами, 
1 × 7,5-мм пулемёт MAC 1934 с 500 патронами на выдвижной нижней башне.
- Бомбы: Максимальная бомбовая нагрузка — 1500 кг. (2 × 500-кг или 5 × 200-кг при 1000 л топлива, либо 2 × 500-кг или 2 × 200-кг бомбы при 1800 л топлива, либо 2 × 500-кг бомбы с 2400 л топлива, 1 × 500-кг или 2 × 200-кг бомбы при 3235 л топлива, плюс дополнительно по 2 × 200-кг бомбы в бомбоотсеках центроплана).